# Albizia adianthifolia
Albizia adianthifolia är en ärtväxtart som först beskrevs av Julius Heinrich Karl Schumann, och fick sitt nu gällande namn av William Franklin Wight. Albizia adianthifolia ingår i släktet Albizia och familjen ärtväxter.

## Underarter
Arten delas in i följande underarter:
- A. a. adianthifolia
- A. a. intermedia

## Bildgalleri

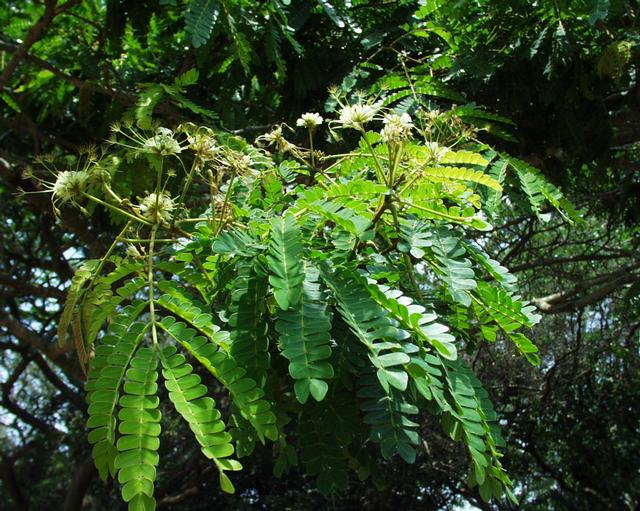
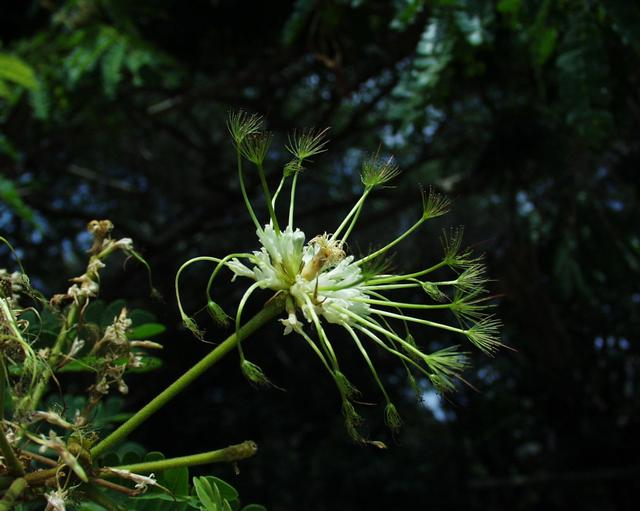
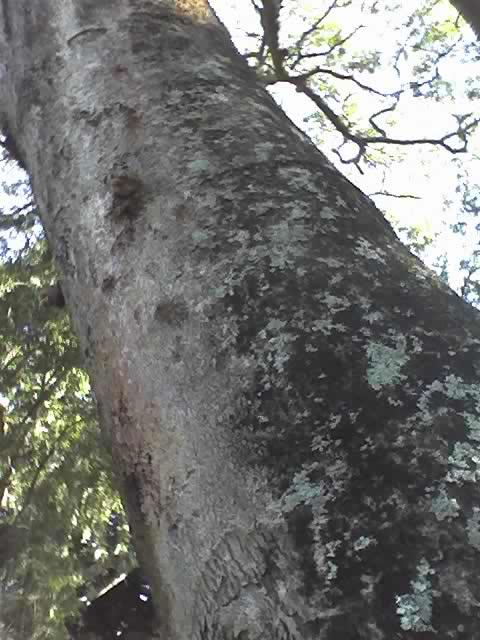
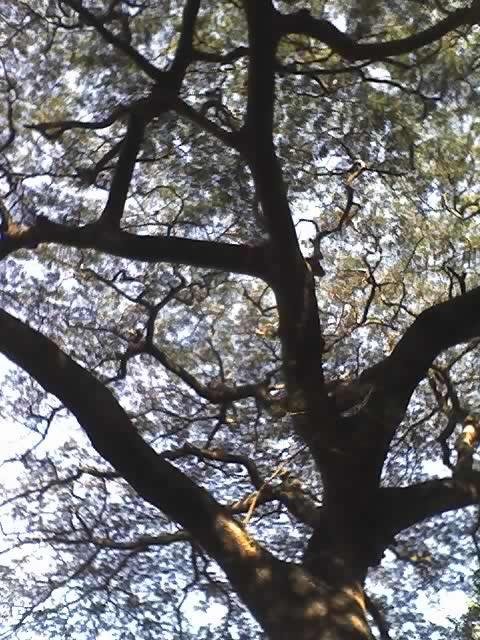
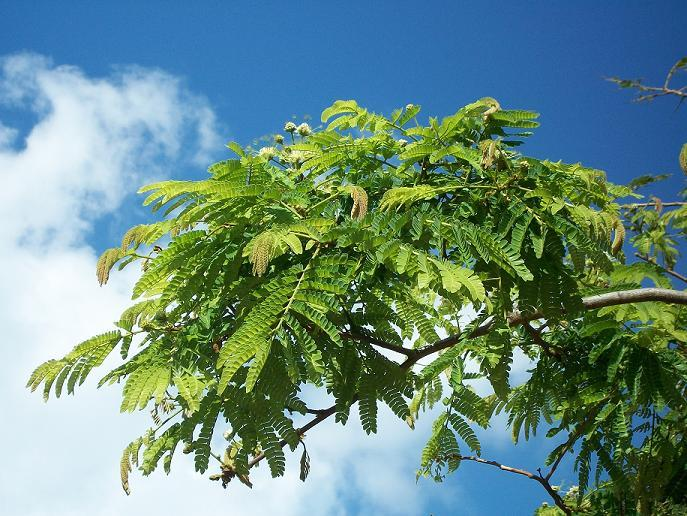
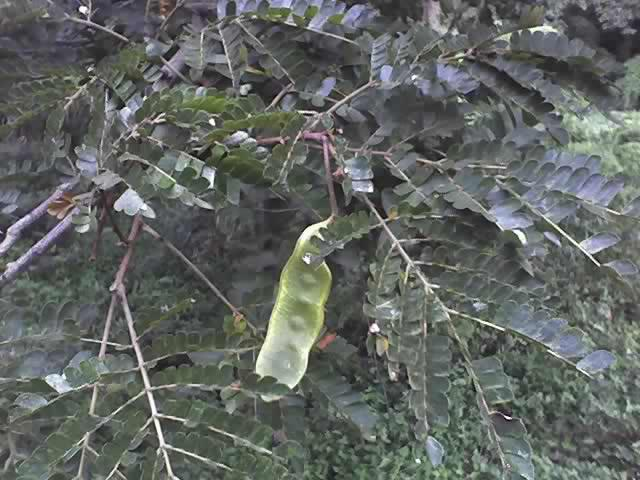